# 后白良种场
后白良种场是江苏省句容市人民政府农业委员会下属的一个国营农场，位于后白镇境内。
1952年，建场。2006年《句容年鉴》指，良种场土地总面积48.67公顷（730余亩），其中，耕地面积32.67公顷（490余亩）。两个农业生产队主要从事稻麦良种繁育，经营业务集良种引进、繁育、试验、示范、推广为一体。2012年及之前，在国家统计局网站统计中，所在区域以句容市后白良种场之名列为句容市的一个类似乡级单位。